# Pronectria
Pronectria Clem. (pronektria) – rodzaj grzybów z rodziny Bionectriaceae. Znanych jest około 50 gatunków, w Polsce opisano dwa. Ze względu na współżycie z glonami zaliczany jest do grupy porostów.

## Systematyka i nazewnictwo
Pozycja w klasyfikacji według Index Fungorum: Bionectriaceae, Hypocreales, Hypocreomycetidae, Sordariomycetes, Pezizomycotina, Ascomycota, Fungi.
Takson utworzył w 1931 r. Frederick Edward Clements. Nazwa polska według W. Fałtynowicza.
Gatunki występujące w Polsce
- Pronectria erythrinella (Nyl.) Lowen 1990 – pronektria czerwonawa[1]
- Pronectria lichenicola (Ces.) Clem. 1931[3]
- Pronectria robergei (Mont. & Desm.) Lowen 1990 – pronektria Robergea[1]

Nazwy naukowe na podstawie Index Fungorum. Wykaz gatunków i nazwy polskie według W. Fałtynowicza i W. Mułenki.